# Barry Hansen
Barry Hansen est un acteur et scénariste américain né le 2 avril 1941 à Minneapolis, Minnesota (États-Unis). 

## Biographie
La vocation première de Hansen était d'être disc-jockey[réf. souhaitée]. Un jour[Quand ?], quelqu'un[Qui ?] à la station de radio[Laquelle ?] a entendu jouer sur son spectacle Transfusion par Nervous Norvus (en), et ils[Qui ?] ont fourré leur tête dans le studio, et en plaisantant dit[Qui ?] : « il être faudrait demented pour jouer ça! »[Quoi ?][incompréhensible]. Ce commentaire humoristique conduit à l'adoption de Hansen du surnom de son émission de radio hebdomadaire[Laquelle ?].[réf. nécessaire]

## Filmographie

### Acteur
- 1982 : Fish Heads : Clochard
- 1989 : L'Homme homard venu de Mars (Lobster Man from Mars) : Le narrateur
- 1989 : UHF : Mangeur de crème fouettée
- 1992 : The 'Weird Al' Yankovic Video Library: His Greatest Hits (vidéo) : Dr Demento (Ricky), Caissier (I Love Rocky Road), Proctor (I Lost on Jeopardy)
- 1996 : 'Weird Al' Yankovic: The Videos (vidéo) : Dr Demento (Ricky, Headline News), Caissier (I Love Rocky Road), Proctor (I Lost on Jeopardy)
- 1996 : Bad Hair Day: The Videos (vidéo) : Dr Demento (Headline News)
- 2003 : 'Weird Al' Yankovic: The Ultimate Video Collection (vidéo) : Dr Demento (Ricky, Headline News), Caissier (I Love Rocky Road), Proctor (I Lost on Jeopardy)

### Scénariste
- 1991 : Dr. Demento 20th Anniversary Collection (vidéo)